# St. Andreas (Eching)

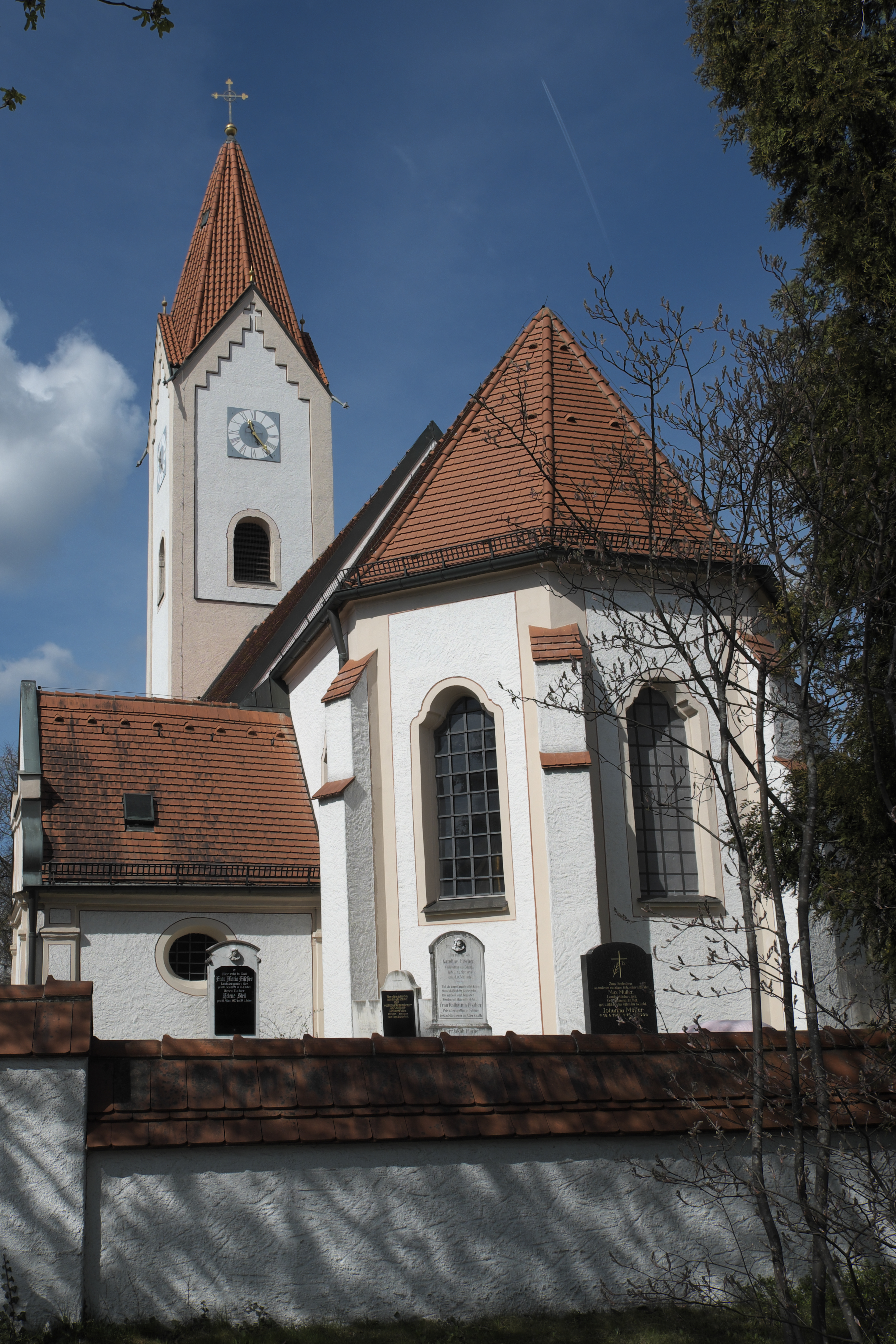
Pfarrkirche St. Andreas

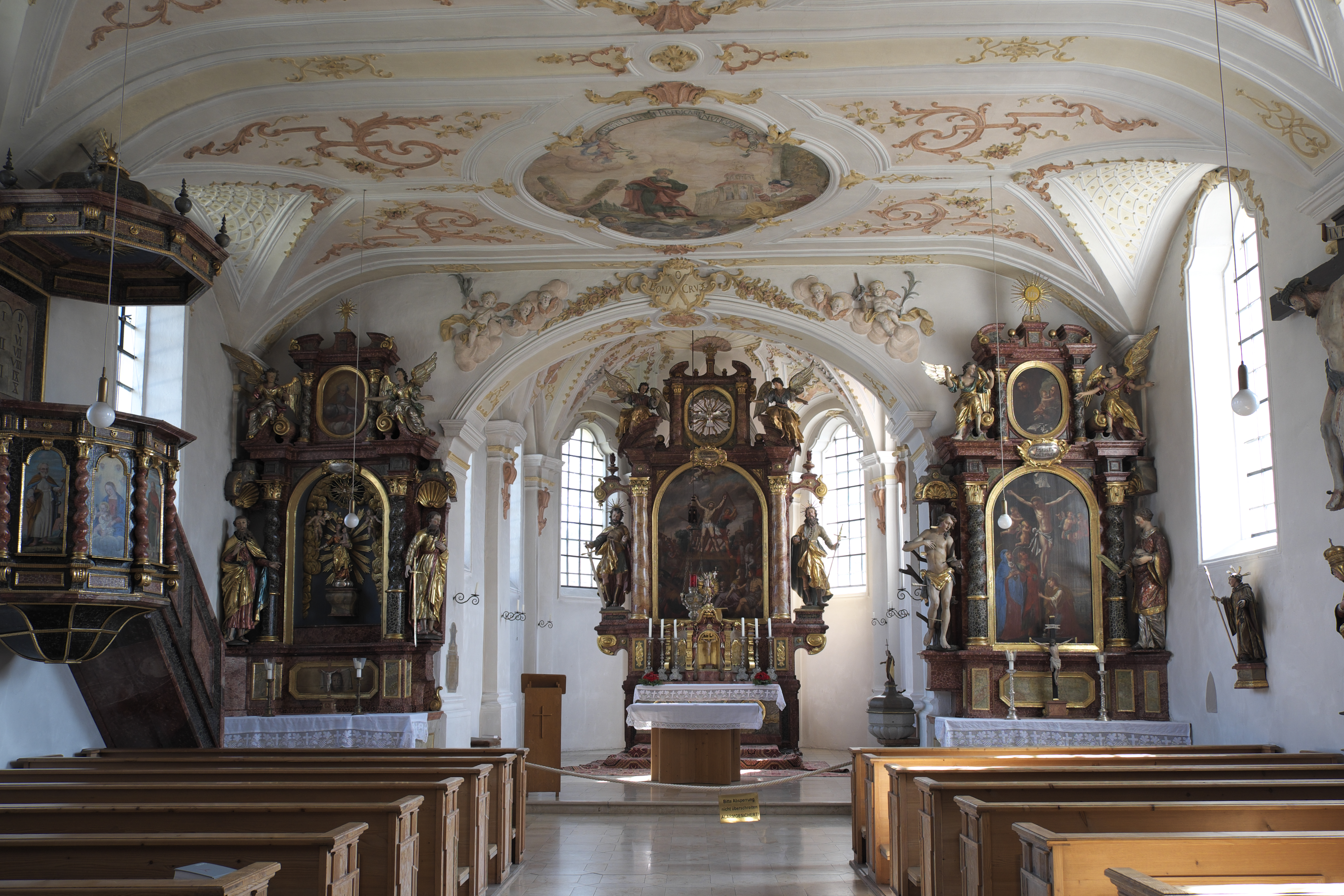
Innenraum

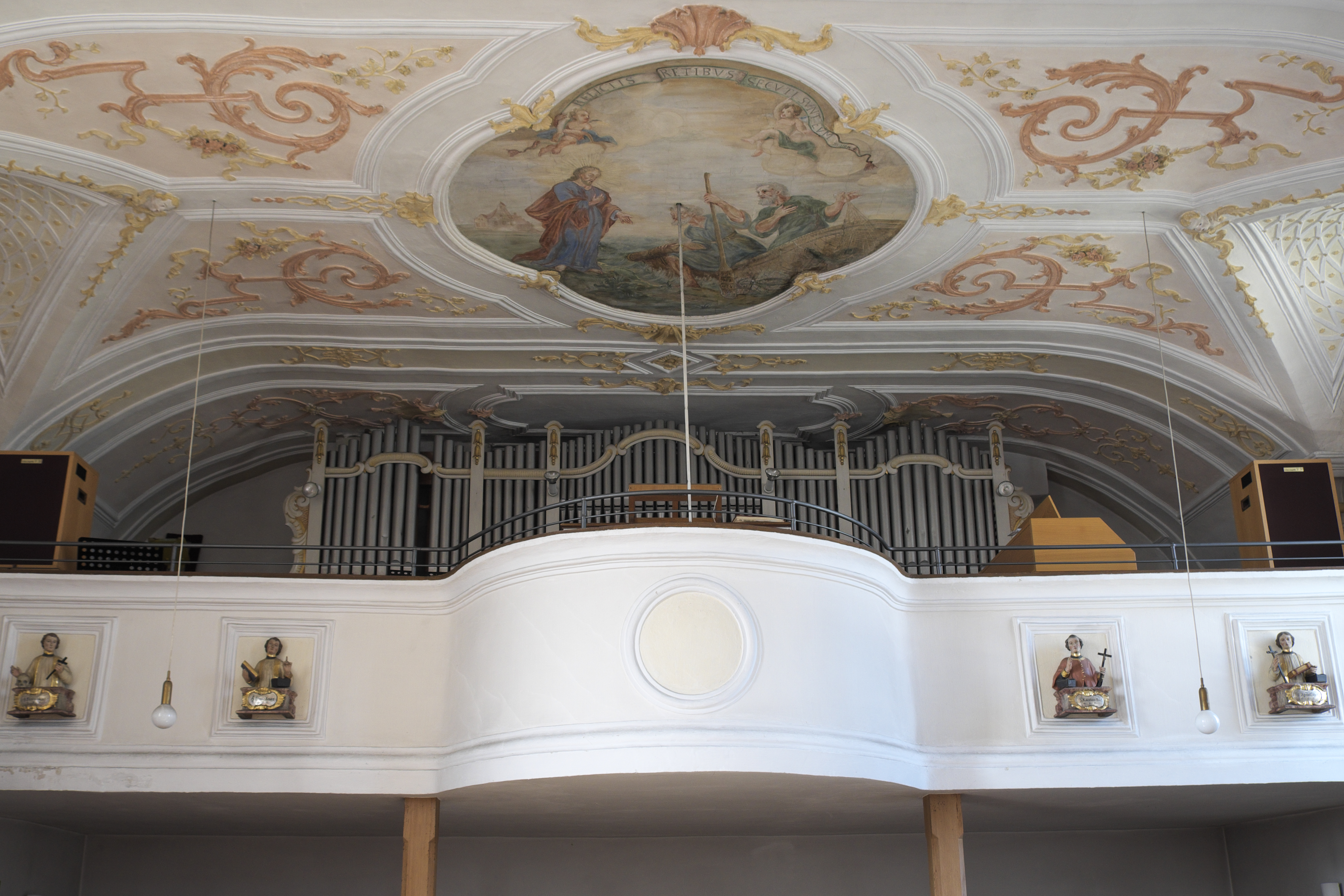
Empore

Die römisch-katholische Pfarrkirche St. Andreas in Eching, einer Gemeinde im oberbayerischen Landkreis Freising, geht auf einen romanischen Kirchenbau aus dem 12. Jahrhundert zurück. Der Innenraum ist mit Stuckdekor im Stil des frühen Rokoko verziert. Die Kirche ist dem Apostel Andreas geweiht.

## Geschichte
Das Langhaus aus Bruchstein wurde im 12. Jahrhundert errichtet und im 13. Jahrhundert erhöht und erweitert. Im 15. Jahrhundert wurde der Chor erbaut und an die Westfassade der Glockenturm angefügt. Im Jahr 1734 erfolgte die Umgestaltung des Innenraums im Stil des frühen Rokoko.

## Architektur
Die Kirche ist ein Saalbau mit eingezogenem Chor. Die Außenmauern des Chors werden durch abgetreppte Strebepfeiler verstärkt, die Innenwände gliedern flache Pilaster, die auf hohen Sockeln stehen und mit profilierten Kämpfern versehen sind.

## Deckenmalereien
Das Deckenbild im Chor stellt die Glorie des Kirchenpatrons dar. Er schwebt auf einer Wolke und umfasst sein Attribut, das Andreaskreuz, an dem er nach der Legende das Martyrium erlitten haben soll. Im Langhaus ist die Predigt und über der Empore die Berufung des Heiligen zum Apostel dargestellt.

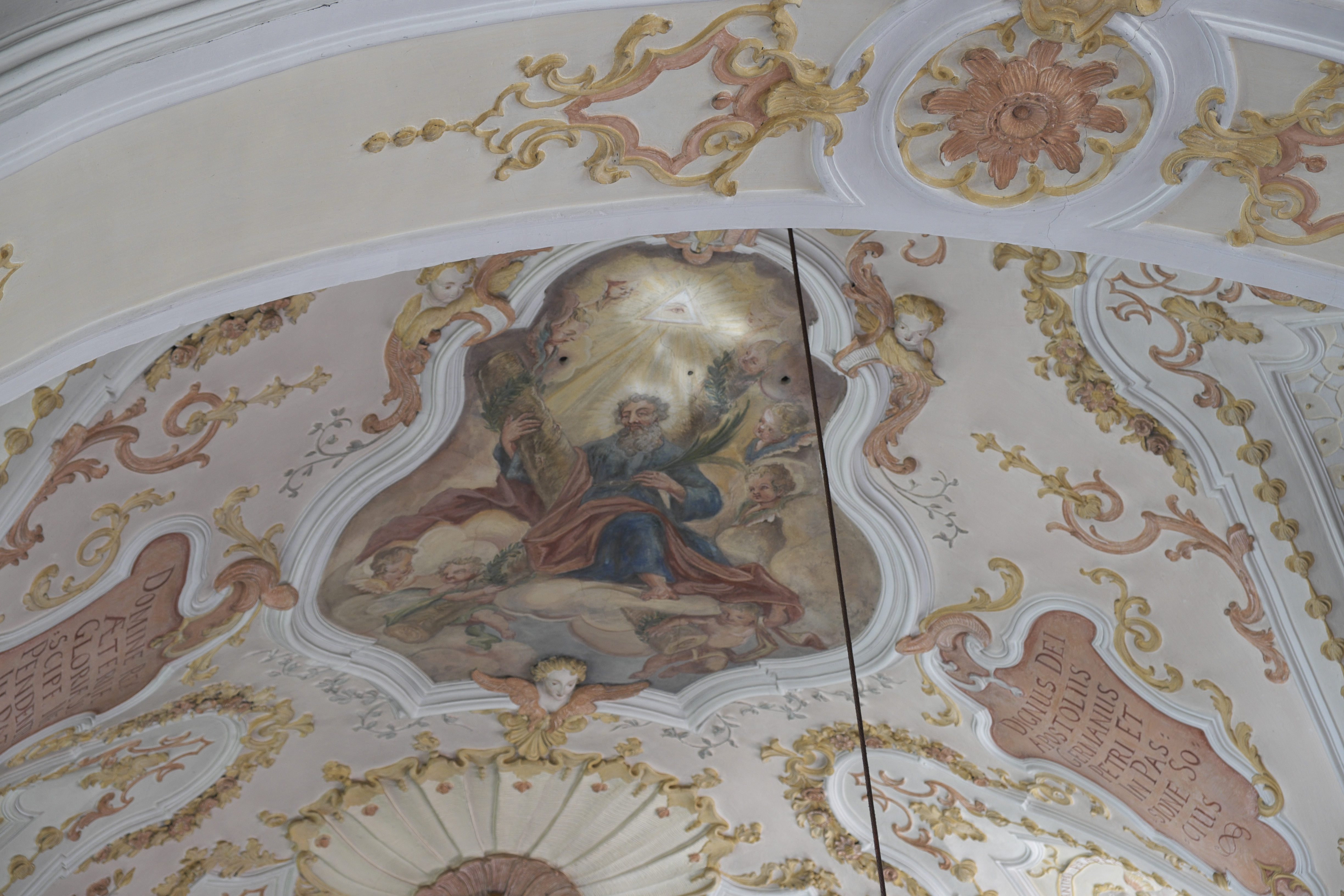
Glorie des Apostels Andreas
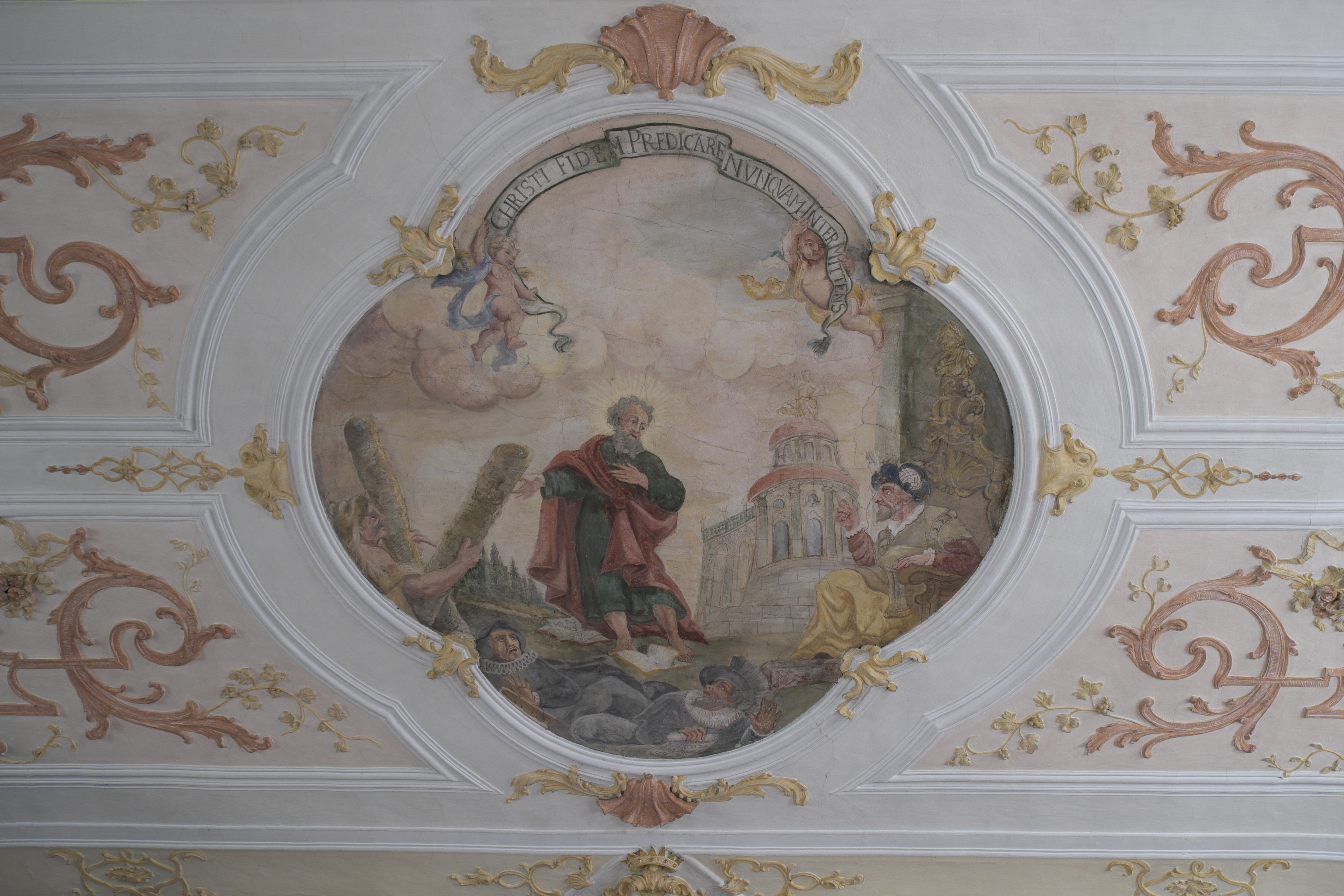
Predigt des Apostels Andreas
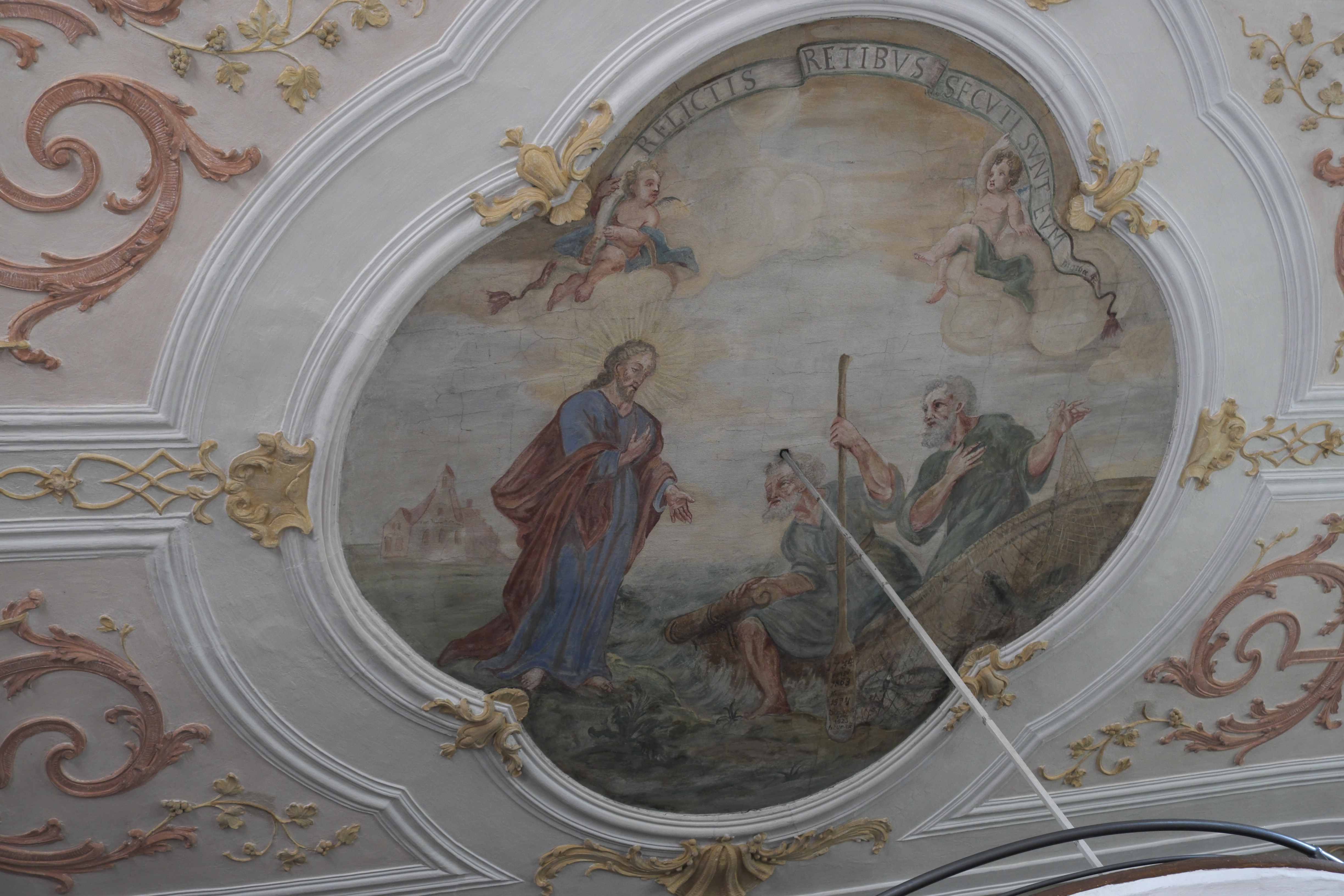
Berufung zum Apostel

## Stuck
Die Deckenbilder sind von Stuckrahmen mit Muschelwerk und Rankenschmuck umgeben. Die Decke des Langhauses und des Chors ist mit einem vielfarbigen Stuckdekor aus Girlanden und Arabesken überzogen. Am Chorbogen wird das Andreaskreuz von einer Stuckkartusche mit Blumengirlanden gerahmt, seitlich schweben Engelsputten und in Wolken gebettete Engelsköpfe.

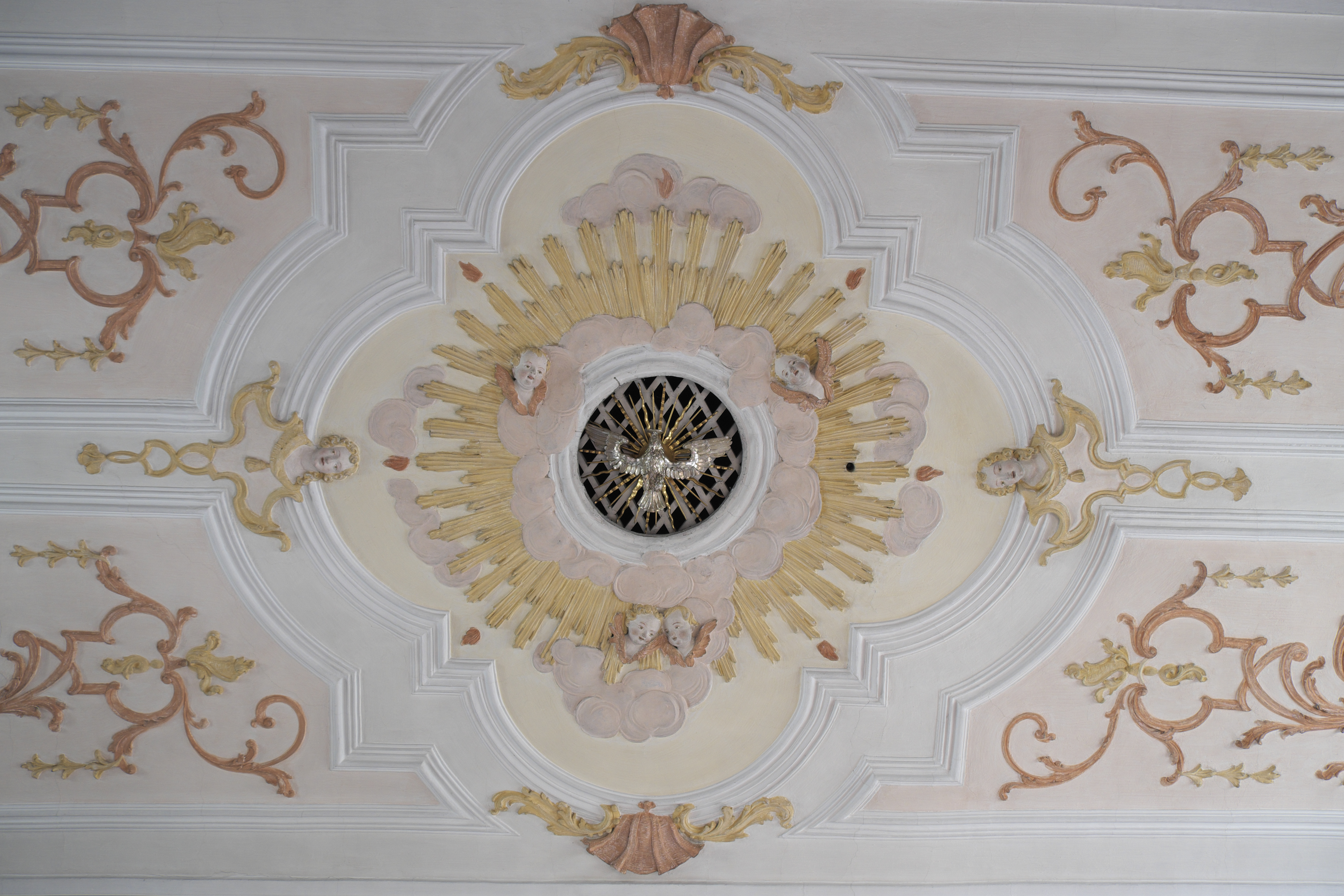
Deckenstuck
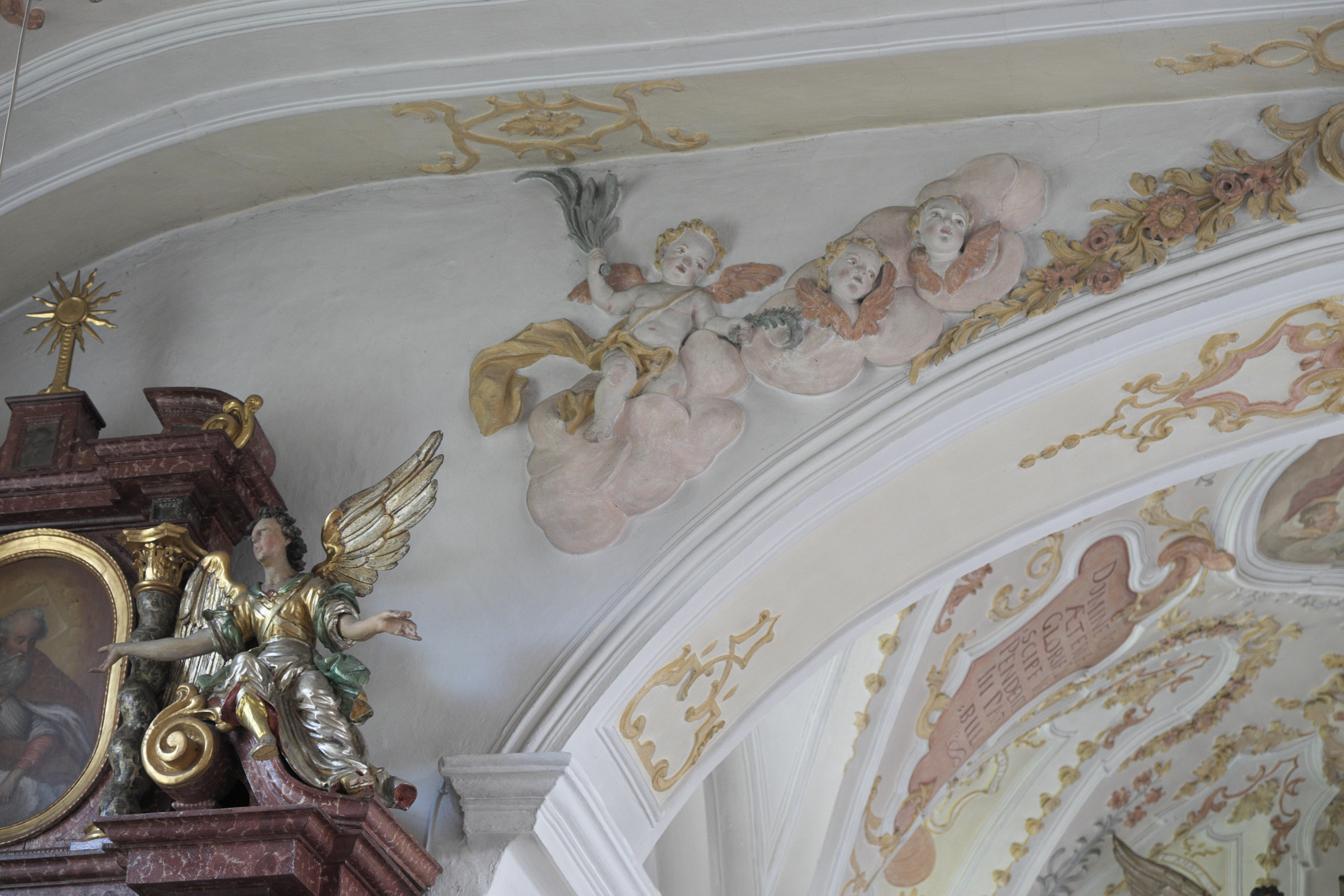
Engelsputten am Chorbogen
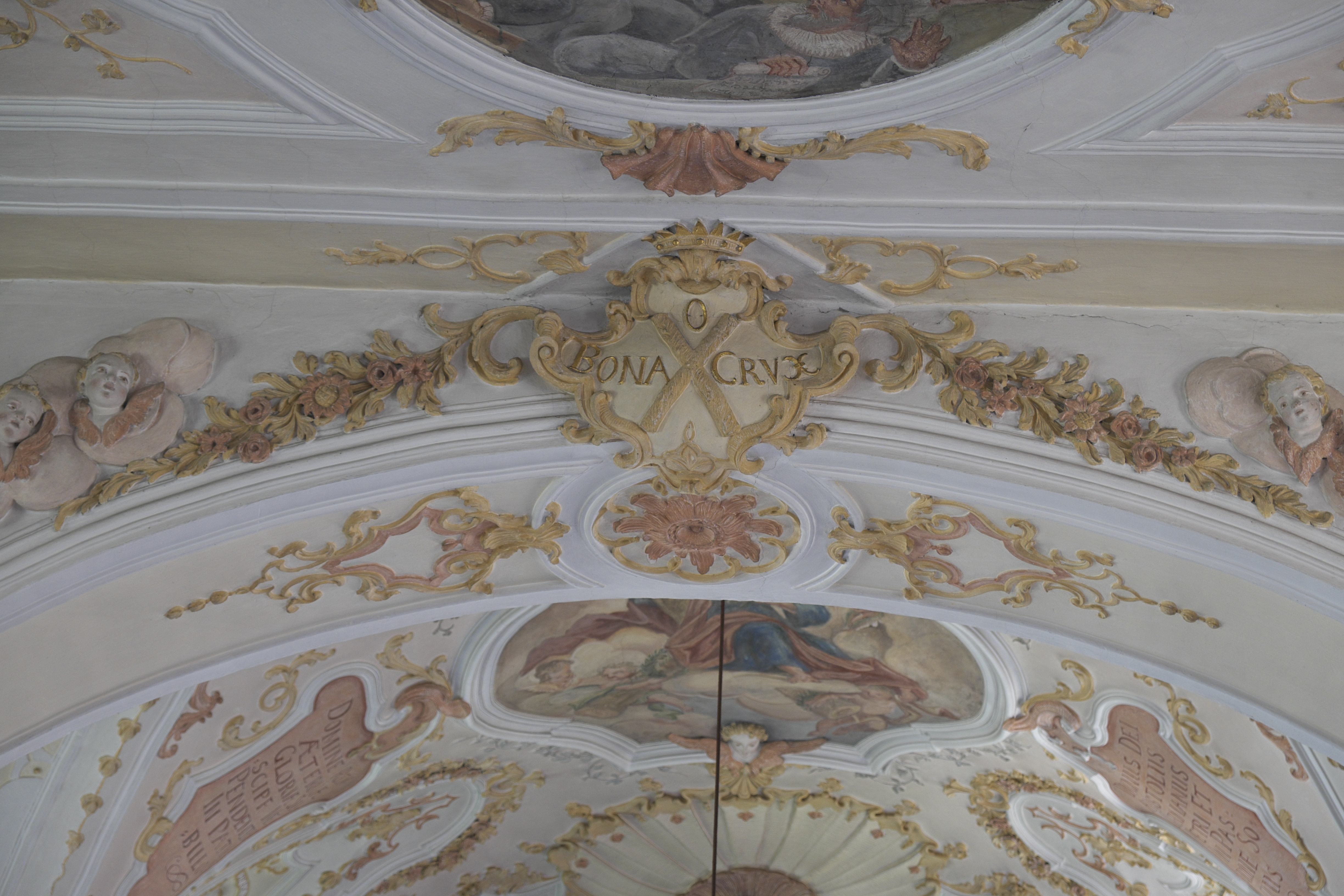
Andreaskreuz
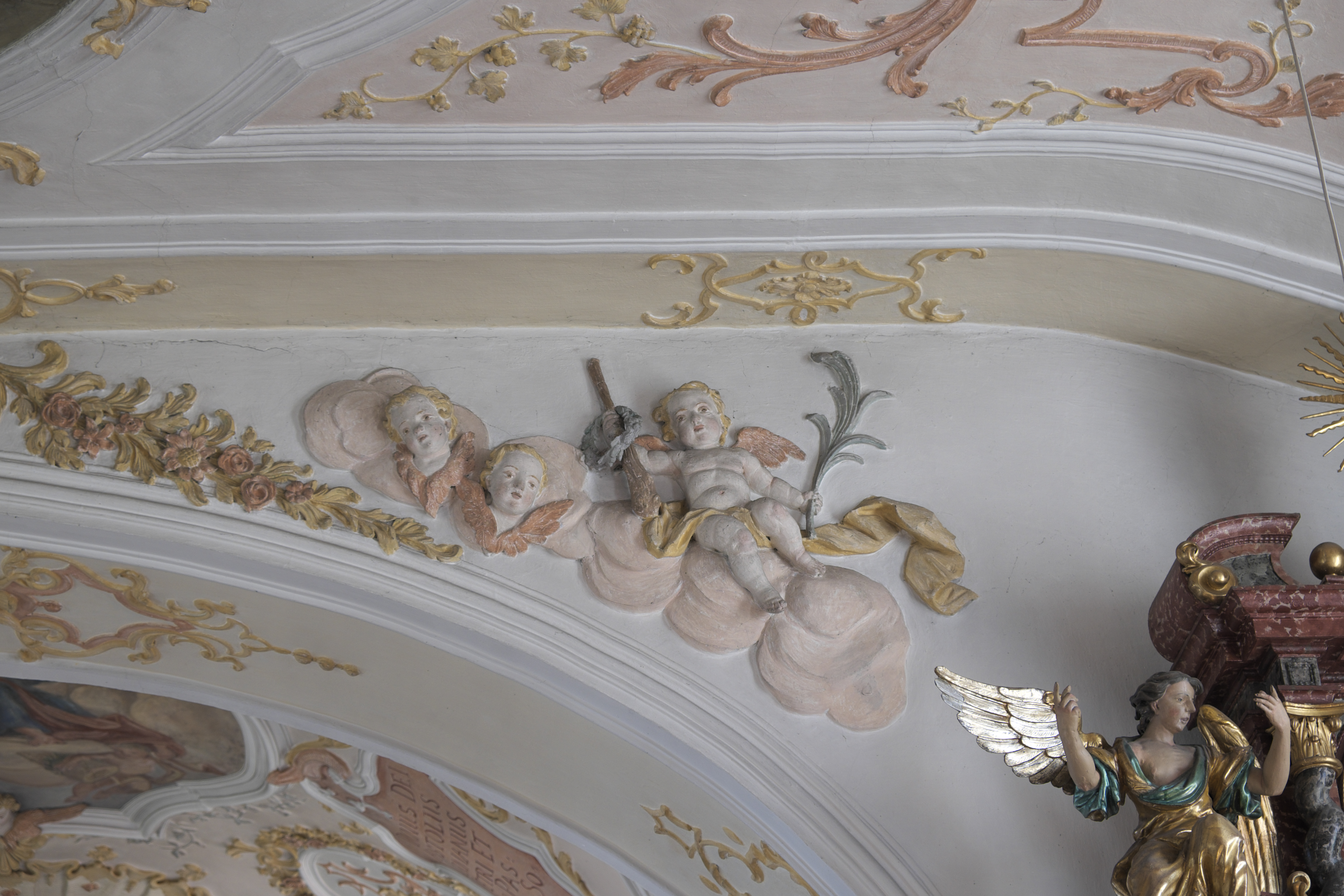
Engelsputten am Chorbogen

## Ausstattung

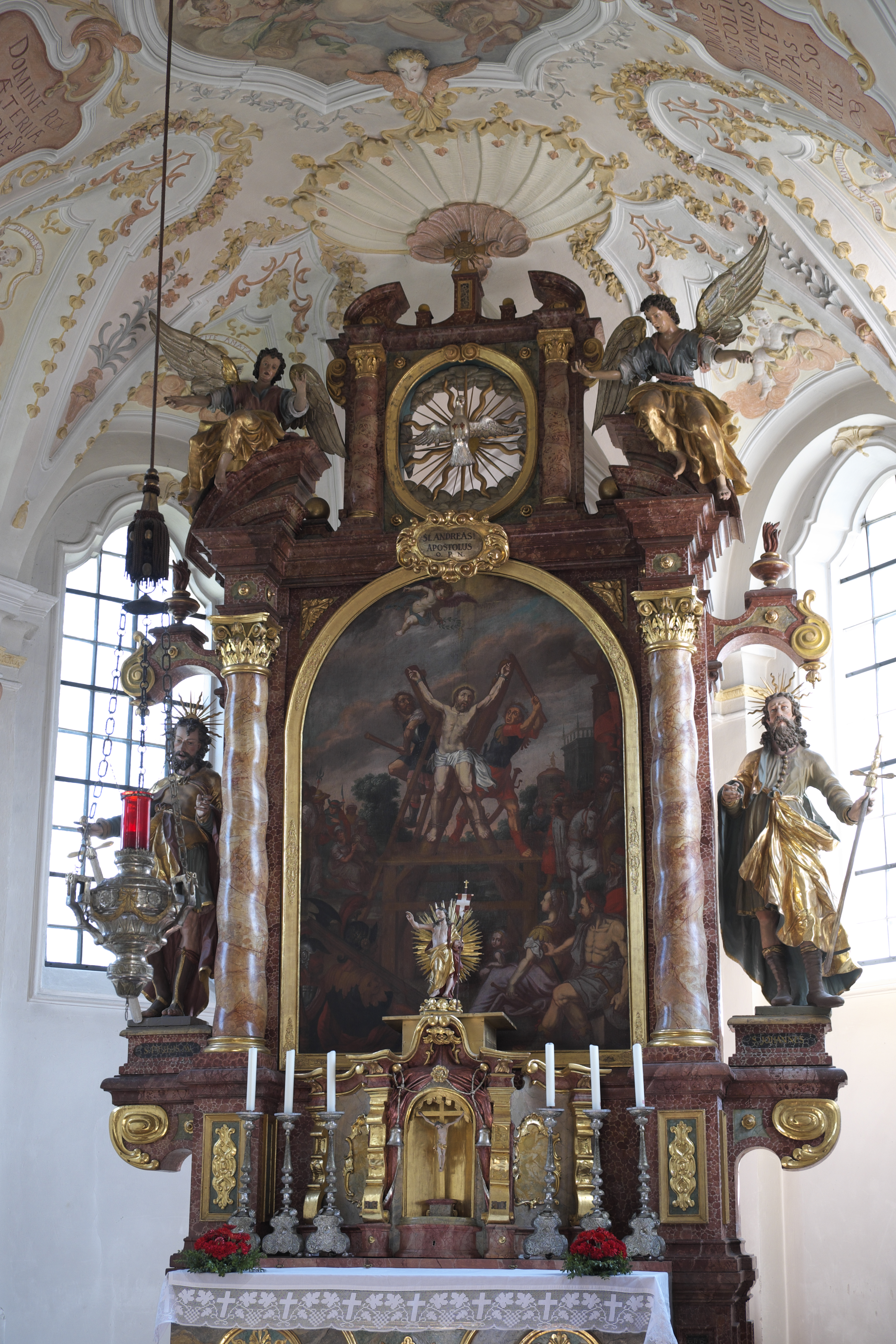
Hauptaltar

- Die Altäre stammen aus dem späten 17. Jahrhundert. Das Gemälde des Hauptaltars stellt die Kreuzigung des Apostels Andreas dar. Seitlich des Altars stehen die beiden Brüder und frühchristlichen Märtyrer Johannes und Paulus, die beide ein Schwert und die Märtyrerpalme in Händen halten.
- Den nördlichen Seitenaltar rahmen die Figuren der Apostel Petrus und Paulus. In der Nische des Altars steht eine kleine Mondsichelmadonna.
- Das Altarblatt des südlichen Seitenaltars stellt die Kreuzigung Christi mit Maria, Johannes und Maria Magdalena dar. Die Seitenfiguren, der heilige Sebastian und der heilige Stephanus von Johann Christian Talhammer, werden in das Jahr 1691 datiert.
- Die Kanzel wurde wie die Altäre im dritten Viertel des 17. Jahrhunderts geschaffen. Am Kanzelkorb sind Maria und Apostel dargestellt.
- Unter dem Kruzifix steht eine farbig gefasste Schnitzfigur einer Mater Dolorosa, der ein Schwert die Brust durchbohrt.

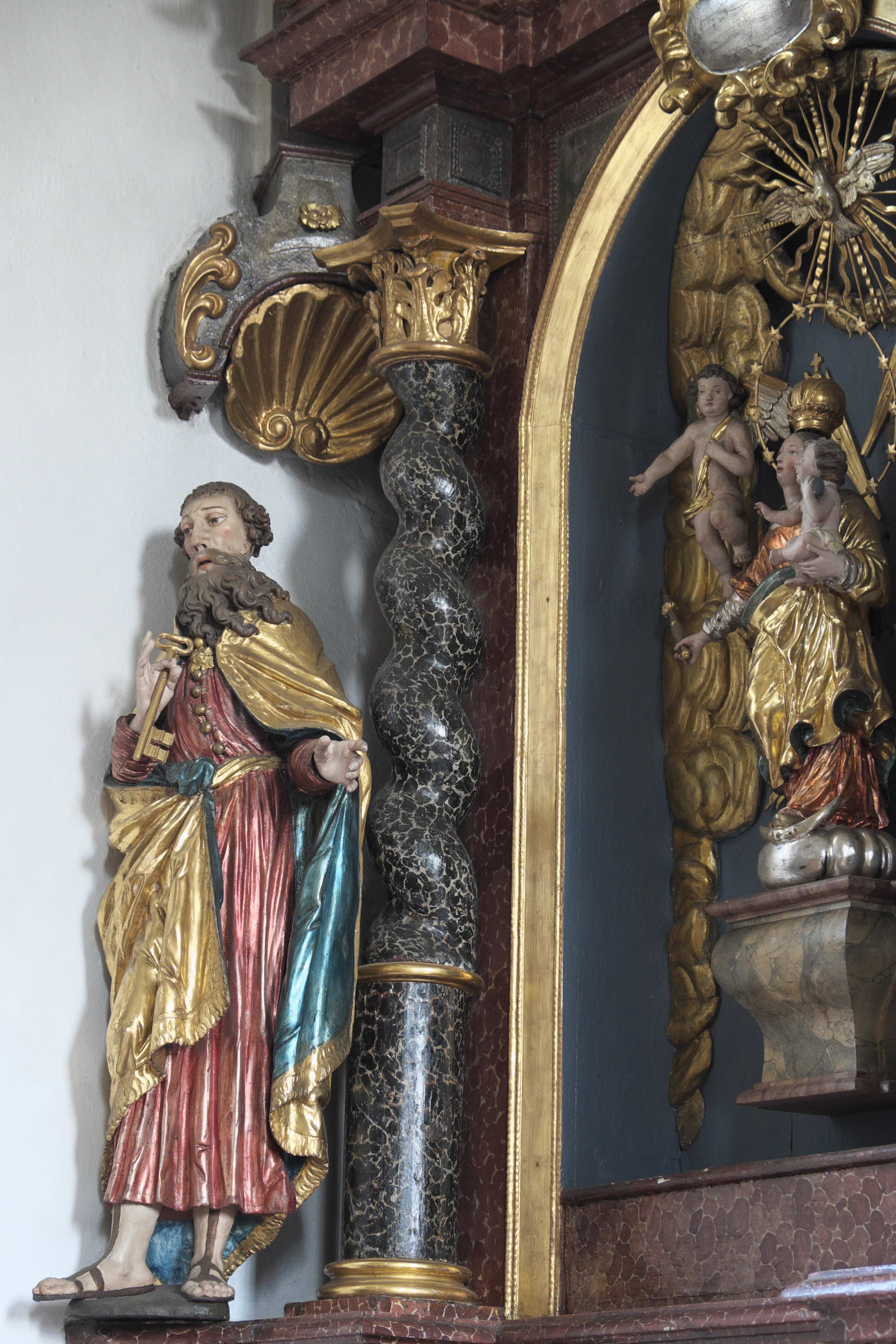
Apostel Petrus am nördlichen Seitenaltar
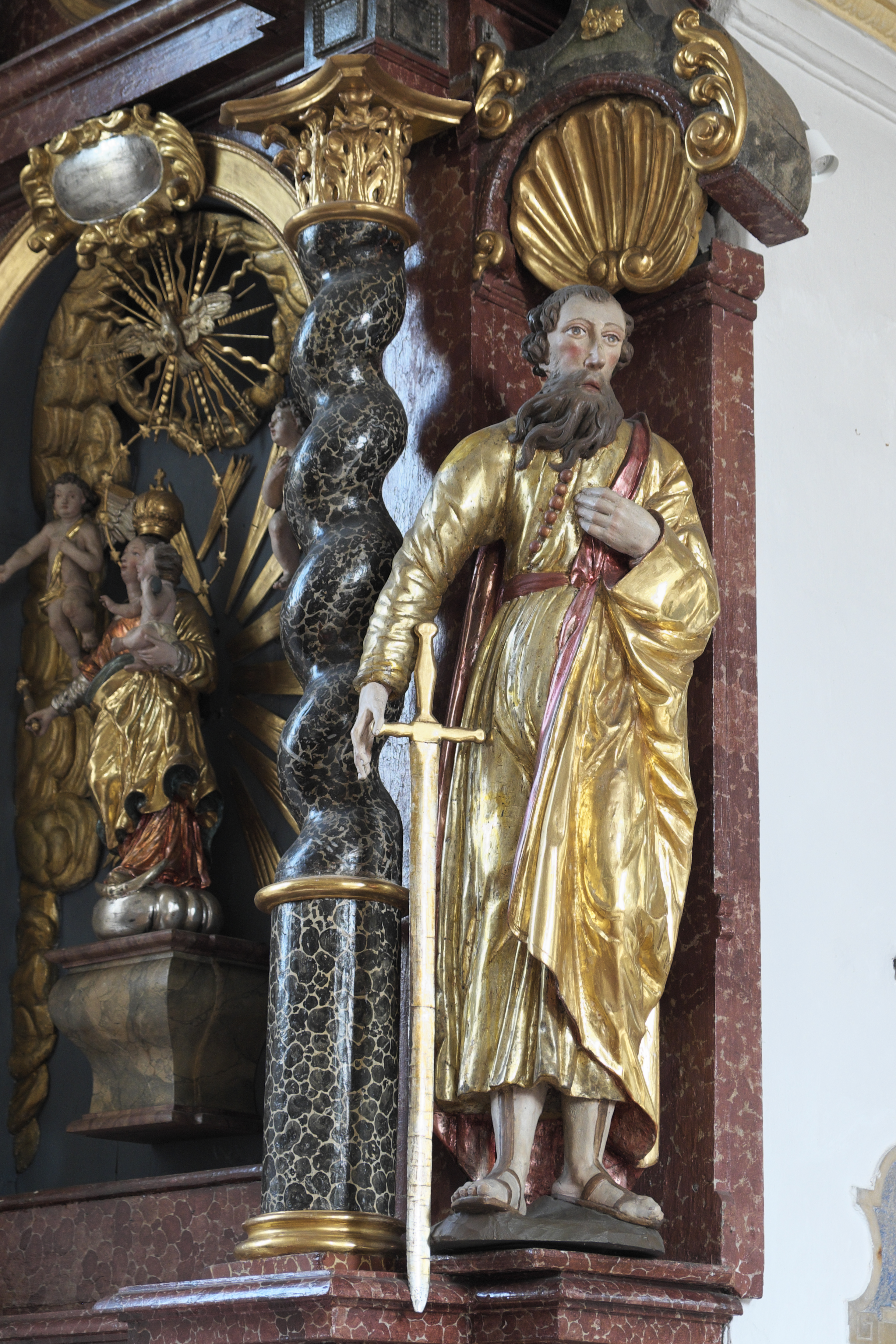
Apostel Paulus am nördlichen Seitenaltar
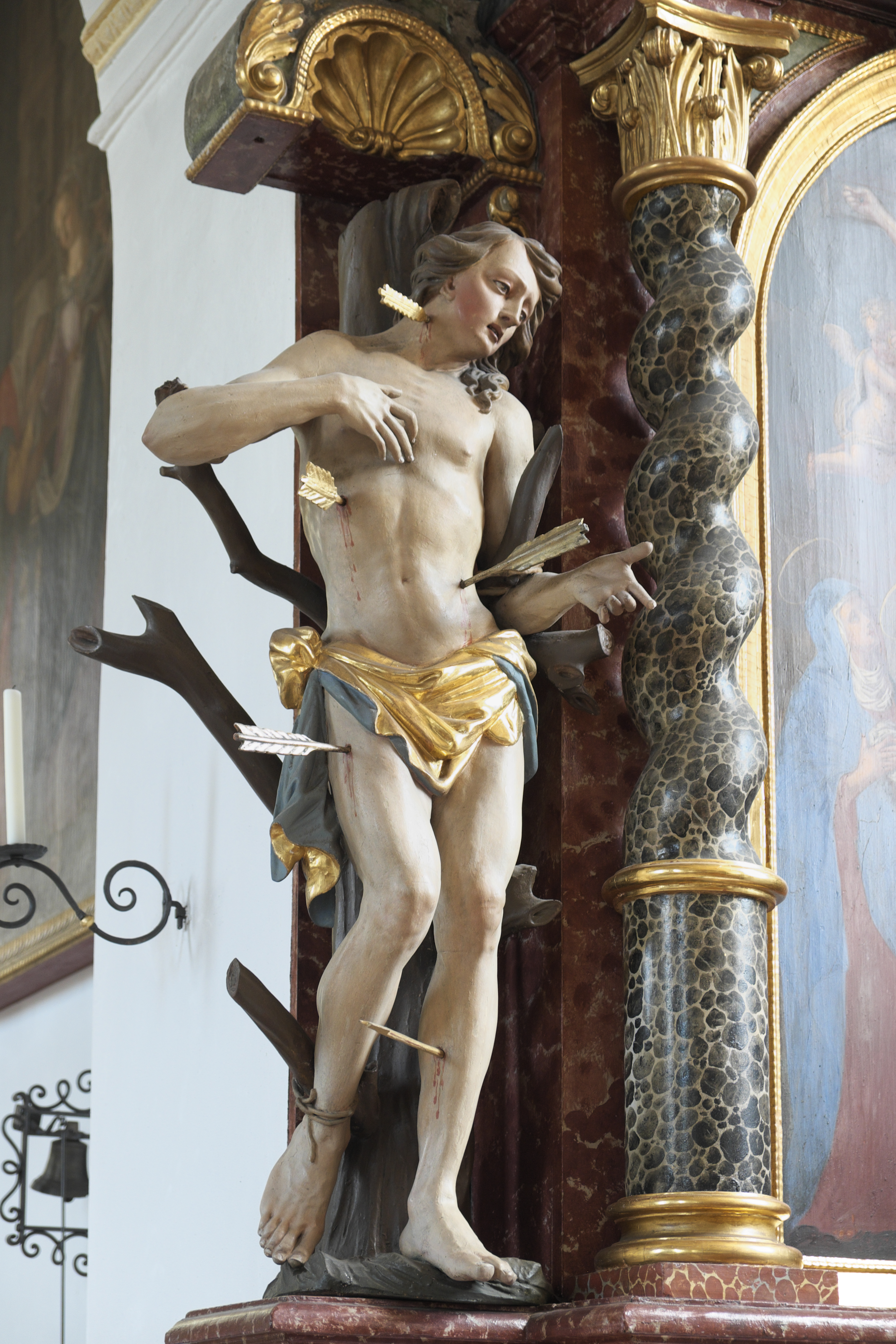
Heiliger Sebastian am südlichen Seitenaltar
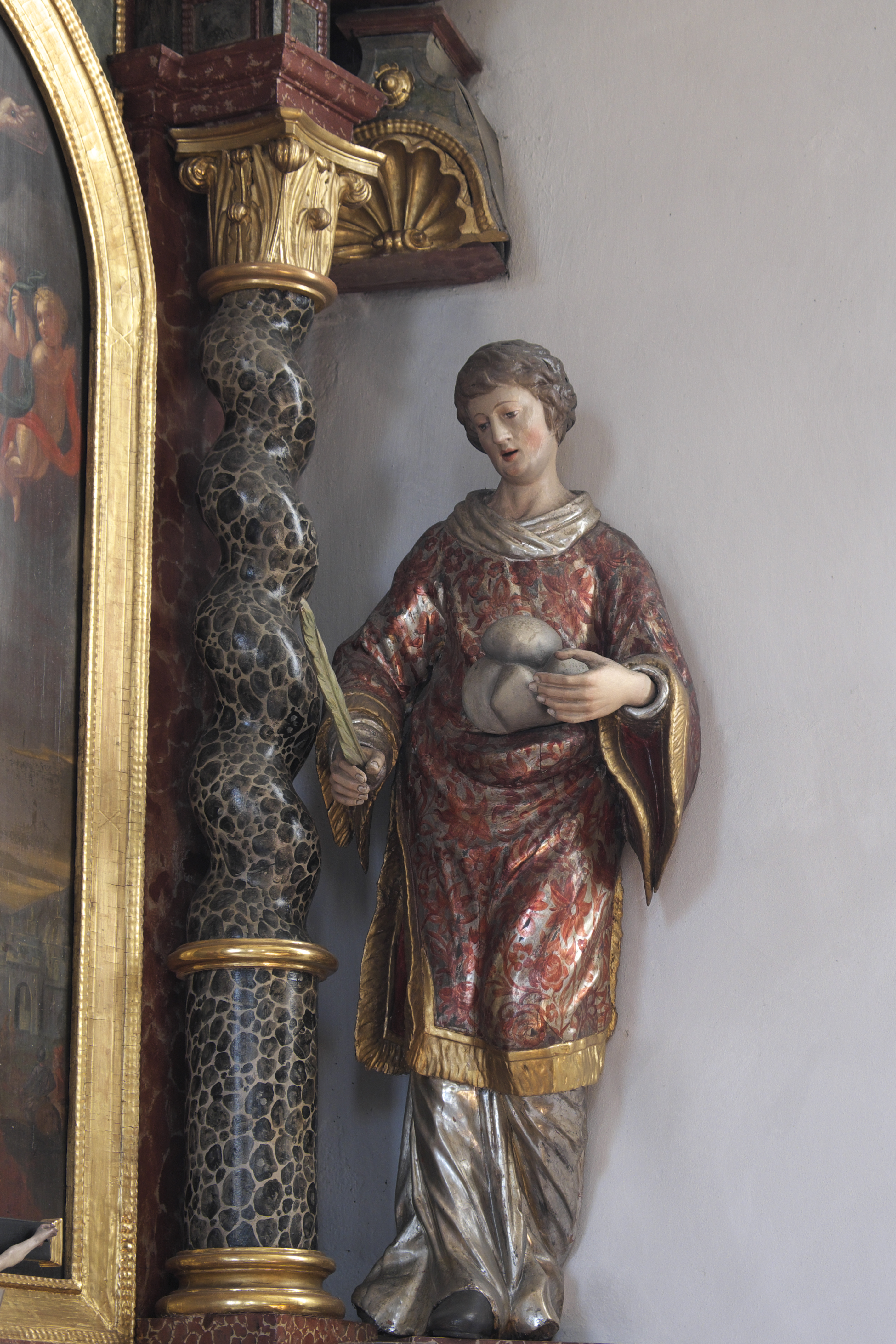
Heiliger Stefanus am südlichen Seitenaltar
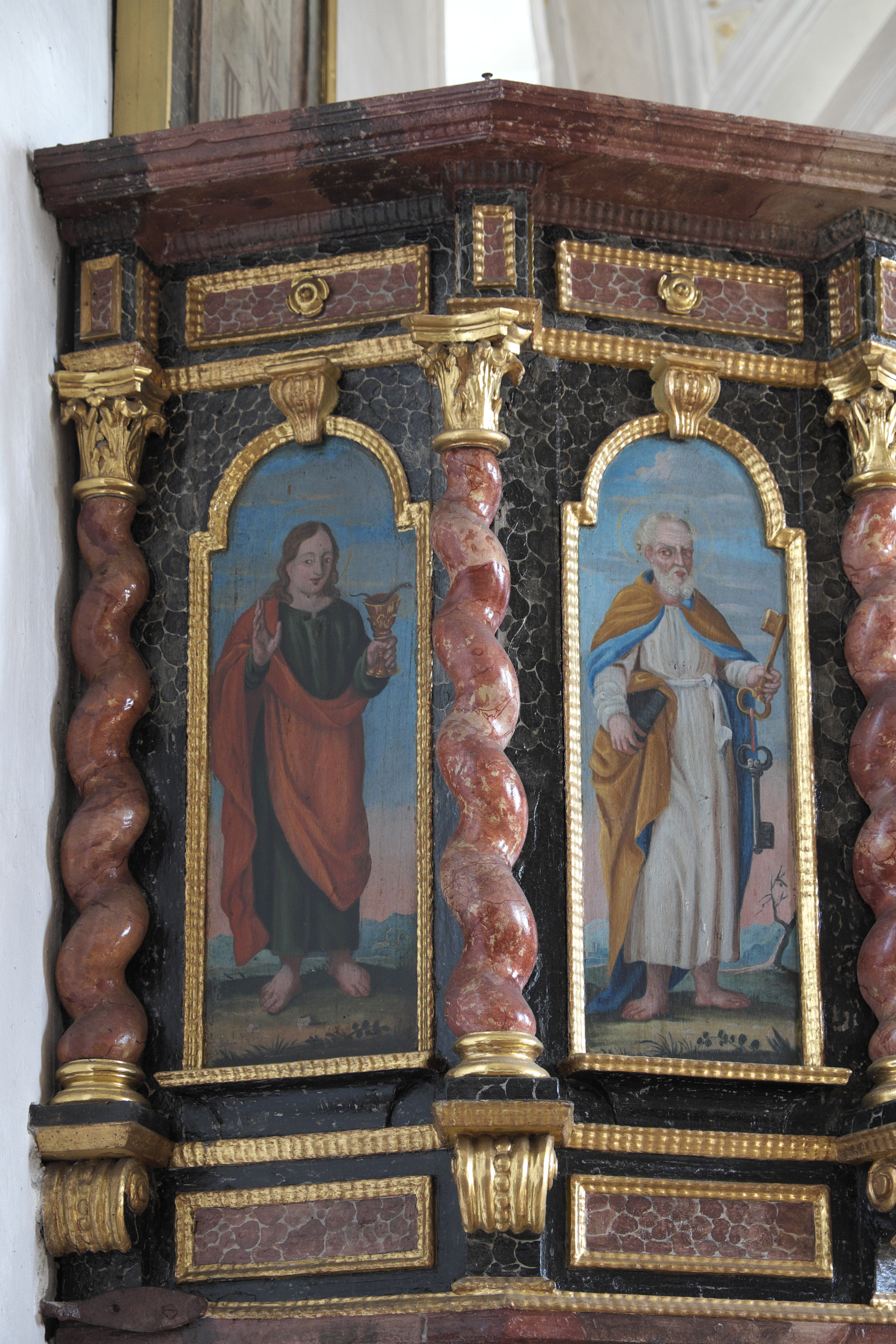
Kanzelkorb
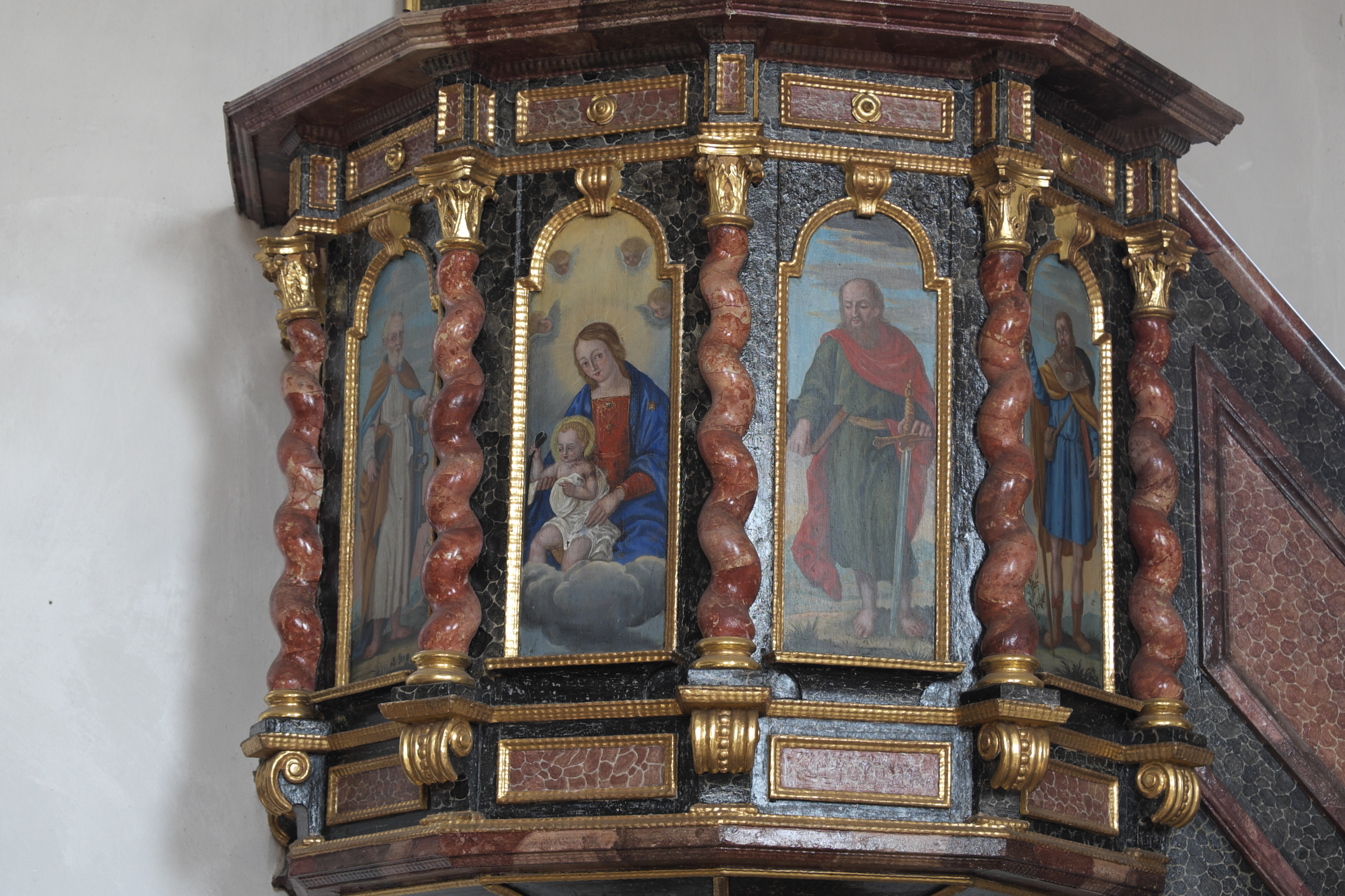
Kanzelkorb